# Erika Hoffmann
Erika Hoffmann (* 28. März 1902 in Neuteicherwalde, Landkreis Marienburg (Westpr.); † 5. Februar 1995 in Göttingen) war eine der führenden deutschen Persönlichkeiten der Fröbel- sowie der Vorschul- und Sozialpädagogik, Professorin für Kleinkind- und Grundschulpädagogik, Schulleiterin, Fachpublizistin.

## Biografie und Wirken
Erika Luise Laura Hoffmann war die Tochter eines Dorfschullehrers. Sie besuchte die Höhere Töchterschule und absolvierte anschließend eine Lehrerinnenausbildung für Volks- und Mittelschulen sowie Lyzeen. Ab 1923 studierte sie in Göttingen Naturwissenschaften, wechselte aber bald die Studienrichtung und trat in den Schülerkreis um Herman Nohl ein. Ihr Studium schloss sie 1928 mit der Promotion in Pädagogik als Hauptfach ab. Das Thema ihrer Dissertation lautete: Das dialektische Denken in der Pädagogik.
Von 1928 bis 1947 war Erika Hoffmann, mit kurzer Unterbrechung, Fachlehrerin für Pädagogik und Psychologie am renommierten Berliner Pestalozzi-Fröbel-Haus. Ab dieser Zeit forschte und publizierte sie bis zu ihrem Tode intensiv über Friedrich Fröbel, seiner Idee des Kindergartens, seiner Philosophie, seinen Spiel- und Beschäftigungsmitteln und seinen Schriften. Schon damals setzte sie sich dafür ein, den Kindergarten nicht als eine Nothilfe für die versagende und bedrängte Familie oder als vorgreifende Entlastung für die Schule zu sehen. Vielmehr sah Erika Hoffmann den Kindergarten als speziellen Bildungsraum für die Kleinkinderjahre, als Institution der ganzheitlichen Bildung des Kindes vor der Schule, dabei des Kindes psychisch-geistige Eigenart beachtend (vgl. Kaiser/Oubaid 1986, S. 63).
Im Sommer 1936 stellte sie in München erstmals das fröbelsche Spielgabensystem in Vollständigkeit aus, und zwar im Rahmen einer Tagung der NS Handwerkskammer über Gesetz und Gestalt, gefolgt von einer weiteren und verbesserten Ausstellung 1940 in Bayreuth zur 100-Jahr-Feier des Kindergartens, dann 1948 im Sonnenberger Spielzeugmuseum, wo sie heute noch zu sehen ist. Einer besonderen Hervorhebung bedarf ihre Herausgabe von Friedrich Fröbels ausgewählten Schriften (Bd. 1, 1951; Bd. 2, 1951; Bd. 4, 1982 und Bd. 5, 1986), die für die Fröbelforschung nach wie vor von hoher Wichtigkeit sind.
Von 1936 bis zur Einstellung im Jahr 1944 war sie zusammen mit Werner Villinger und Jürg Zutt Mitherausgeberin der Zeitschrift für Kinderforschung. In dieser Zeit wurde sie nicht Mitglied der NSDAP, trotz mehrmaliger Aufforderungen seitens der Administration, war aber seit 1934 in der NSV, seit 1935 im NSLB. Dabei passte sie sich unkritisch dem Völkisch-Nationalen und dem Gedankengebäude der Volksgemeinschaft an.
Nach der Zeit des Nationalsozialismus wurde die Pädagogin von der britischen Militärbehörde zu Fragen der Reeducation als Beraterin hinzugezogen. Über ihre Entnazifizierung ist nichts bekannt. Hinsichtlich ihres Verhaltens während des Dritten Reiches äußerte sie sich kaum öffentlich. Sie verzichtete auf jegliche Rechtfertigung.
Anfang des Jahres 1947 übersiedelte Erika Hoffmann nach Weimar. Dort richtete sie am Goethe-Schiller-Archiv eine Fröbelforschungsstelle ein. Zugleich unterrichtete sie Psychologie am dortigen Kindergärtnerinnenseminar. Bereits ein halbes Jahr später wurde Erika Hoffmann, mit Unterstützung des Reformpädagogen Peter Petersen zum  Professor mit vollem Lehrauftrag für Pädagogik des Kindergartens und der Grundschulunterstufe in der Pädagogischen Fakultät der Friedrich-Schiller-Universität Jena im Angestelltenverhältnis berufen. Im Herbst 1949 flüchtete sie aus der DDR und übernahm eine Dozentenstelle an der Pädagogischen Hochschule Lüneburg, wo sie jedoch 1951 gekündigt wurde. Folgend leitete sie bis 1966 das Evangelische Fröbelseminar Kassel.
Im Zuge allgemeiner bildungspolitischer Auseinandersetzungen rückte Mitte der 1960er Jahre der Kindergarten und die bis dahin überwiegend praktizierte Fröbelpädagogik in den Brennpunkt öffentlicher Kritik. Erika Hoffmann ergriff Partei für Friedrich Fröbel und seiner Idee des Kindergartens, den sie als erste Bildungsstufe proklamierte. Die Pädagogin hielt den Kritikern entgegen: Er (Friedrich Fröbel) kritisierte das ganze Erziehungs- und Schulwesen seiner Zeit und wollte mit dem Kindergarten den Grund für eine neue Erziehung legen. Diese Einrichtung solle die Familie intensivieren – keineswegs ersetzen – und zur Schule vermitteln. Durch Spielpflege solle das Kind schulreif werden. Die deutsche Schule aber nahm den Kindergarten nicht als erste Bildungsstufe an (zit. n. Berger 1990, S. 84).
Für Erika Hoffmann ist der Kindergarten eine sozialpädagogische Einrichtung, die folgende drei Aufgaben zu erfüllen hat:
„- In der Arbeit mit den Kindern schafft er einen Raum, in dem Kinder sich entsprechend ihren Entwicklungsmöglichkeiten ausdrücken können, nämlich durch das Spiel, das somit die früher möglichen unmittelbaren Realerfahrungen ersetzt,
- durch die Organisation der Altersstufengemeinschaft ersetzt der Kindergarten die Nachbarschaft der Familie und die Altersstufengemeinschaft der früheren Zeit,
- in der Arbeit mit den Eltern ermöglicht der Kindergarten dem Erwachsenen, auf die Entwicklungsbedürfnisse der Kinder zu achten, um auch in der Familie ihnen gemäß reagieren zu können“ (Becker-Textor 1993, S. 65).
Während des Vorschulkongresses 1970 wurde Hoffmanns Kindergartenkonzeption als überholt und antiquiert bewertet:
Daß auch Kinder schon etwas leisten können und wollen, daß es darum geht, ihre Neugierde in Wießbegierde umzuwandeln, wird in den Kindergärten häufig noch immer brüsk abgelehnt. Alt-Pädagogin Erika Hoffmann, Vorstands-Mitglied des Pestalozzi-Fröbel-Verbandes: 'Wir sind überzeugt, einen pädagogischen Widerstand gegen die Frühreife setzen zu müssen. Diesen Widerstand soll und muß der Kindergarten leisten. Und weil die Förderung kindlicher Intelligenz mit Frühreife verwechselt wird, gilt in den meisten Kindergärten nach wie vor, daß die 'Lust an der eigenen Leistung... in diesem fröhlichen Miteinander und Füreinander noch einmal für eine Weile zurücktreten' muß, wie Erika Hoffmann resolut befindet.
Erika Hoffmann war Mitglied wichtiger Verbände wie: Pestalozzi-Fröbel-Verband, Berufsverband evangelischer Kinderpflege, Arbeitsgemeinschaft für Jugendhilfe und Organisation mondiale pour l’Education préscolaire, um nur einige zu nennen.

## Werke (Auswahl)
- Henriette Schrader-Breymann, Langensalza 1930
- Fröbels Theorie des Spiels 3. Aufsätze zur dritten Gabe, Langensalza
- Friedrich Fröbel. Briefwechsel mit Kindern, Berlin 1940
- Friedrich Fröbel an Gräfin Brunszvik. Berlin 1944
- Friedrich Fröbel und Karl Hagen, Weimar 1948
- Friedrich Fröbel. Ausgewählte Schriften. Band 1: Kleine Schriften und Briefe von 1809–1851, Bonn-Bad Godesberg 1951
- Friedrich Fröbel. Ausgewählte Schriften. Band 2: Die Menschenerziehung, Bonn-Bad Godesberg 1951
- Der deutsche Kindergarten, in: Unsere Jugend, 6 1954, S. 345–350.
- Das Problem der Schulreife. Würzburg 1956
- Der Kindergarten im Dorf, in: Evangelische Kinderpflege, 13, 1962, S. 219–224.
- Wie modern ist Fröbel?, in: Spielen und Lernen, 1, 1961, S. 20–22.
- Über die sozialpädagogischen Methoden, in Neue Sammlung, 1962, S. 36–51.[5]
- Vorschulerziehung in Deutschland. Historische Entwicklung im Abriß. Witten 1971
- Friedrich Fröbel. Ausgewählte Schriften. Band 4: Die Spielgaben, Stuttgart 1982
- Friedrich Fröbel. Ausgewählte Schriften. Band 5: Briefe und Dokumente über Keilhau. Erster Versuch der Sphärischen Erziehung, Stuttgart 1986